# Stiphodon carisa
Stiphodon carisa es una especie de pez de la familia de los Gobiidae en el orden de los Perciformes.

## Morfología
Los machos pueden llegar a alcanzar los 3,7 cm de longitud total.

## Hábitat
Es un pez de agua dulce y de clima tropical.

## Distribución geográfica
Se encuentra en Sumatra (Indonesia).

## Observaciones
Es inofensivo para los humanos.